# しもきた (輸送艦・2代)
しもきた（ローマ字：JS Shimokita, LST-4002）は、海上自衛隊の輸送艦。おおすみ型輸送艦 (2代)の2番艦。艦名は下北半島に由来し、初代おおすみ型輸送艦「しもきた」（LST-4002）に続いて日本の艦艇としては2代目。

## 艦歴
「しもきた」は、中期防衛力整備計画に基づく平成10年度計画8,900トン型輸送艦4112号艦として、三井造船玉野事業所で1999年11月30日に起工され、2000年11月29日に進水、2002年3月12日に就役し、同日付で自衛艦隊直轄部隊として第1輸送隊が新編され、1番艦「おおすみ」とともに編入、呉に配備された。
2003年2月4日から3月28日にかけてテロ対策特別措置法に基づき、護衛艦「いかづち」とともにタイ王国陸軍工兵部隊と建設用重機をアフガニスタン近縁のインド洋沿岸へ輸送する。
2005年6月に車両甲板上で陸上自衛隊の野外手術システムを展開する技術試験が行われた。
2006年4月3日、第1輸送隊が護衛艦隊隷下に編成替え。
2008年11月14日、平成20年度統合演習で航空自衛隊春日ヘリコプター空輸隊のCH-47による陸上自衛隊部隊の輸送艦からの空中輸送訓練を実施した。
2009年9月7日に第5航空群と共に沖縄県防災訓練に参加し、航空自衛隊、消防、NTT、沖縄電力および日本赤十字社の救急車などの各種車両を積載する訓練を行う。
2010年8月26日、パキスタンで発生した洪水への救援活動を行う陸上自衛隊のCH-47JA等を載せて横須賀を出航し、9月18日にパキスタンのカラチ港に到着した（自衛隊パキスタン派遣）。
2011年1月24日から1月27日、米海軍揚陸艦「トーテュガ」と共に輸送特別訓練を実施。
同年3月11日に発生した東北地方太平洋沖地震による東日本大震災に対し、災害派遣される。地震発生時には三井造船玉野事業所で年次検査を行っており、完工を4月1日に早めて4月6日から災害派遣部隊に加わった。
2013年6月10日から26日まで米国カリフォルニア州キャンプ・ペンドルトンおよびサン・クレメンテ島にて実施される米軍単独であった統合訓練「ドーンブリッツ13」に初めて参加する。他に護衛艦「ひゅうが」、「あたご」が、陸上自衛隊からは西部方面普通科連隊と西部方面航空隊ほか参加し、同演習期間中には米国海兵隊のV-22 オスプレイ垂直離着陸輸送機が着艦している。
2014年9月3日から6日まで行われた平成26年度離島統合防災訓練の一環として、宮古島・多良間島・伊良部島で実施された沖縄県総合防災訓練に参加。11月4日、陸上自衛隊西部方面隊の大規模演習である「鎮西26」演習において、西部方面特科隊のMLRSをしもきた甲板上に固定した状態での射撃準備訓練を行っている。
2016年7月1日、第1輸送隊が掃海隊群隷下に編成替え。7月6日、パシフィック・パートナーシップ2016に参加するため呉を出港、ベトナム、パラオに寄港し医療支援等を行い、8月20日に呉に帰港した。
2018年4月9日、九州西方海域において米海軍強襲揚陸艦「ワスプ」他、艦艇数隻と共同訓練を実施した。5月8日から5月24日にかけて護衛艦「ひゅうが」とともに九州西方海域、鹿児島県種子島及び同周辺海域において水陸機動団演習に参加した。陸上自衛隊からは水陸機動団、第1ヘリコプター団、西部方面航空隊等が参加。
平成30年7月豪雨の影響で呉市内で断水が発生したことを受け、7月8日・9日に呉基地係船堀地区に停泊中の艦内に設置した特設風呂を被災者に開放。7月10日には広島市宇品港から呉基地などへとガソリン・軽油など約124 キロリットルを積載したタンクローリー7両を輸送した。その後18日まで再び入浴・給水支援を実施した。入浴の対象者は主に江田島市在住者で、同市飛渡瀬LCAC整備場からLCACによる送迎が行われた。
同年8月25日、本州南方海域において英海軍揚陸艦「アルビオン」と共同訓練を実施した。
2021年6月12日から14日にかけて、沖縄東方の海空域において米軍と共同訓練を実施した。米海軍からは強襲揚陸艦「アメリカ」、ドック型輸送揚陸艦「ニューオリンズ」、ドック型揚陸艦「ジャーマンタウン」が参加し、各種戦術訓練を実施した。
また、同年8月22日から8月23日にも沖縄東方訓練海空域において、米海軍ドック型輸送揚陸艦「ニューオリンズ」と日米共同訓練を実施した。
2023年5月29日、博多湾において、甲板上で日本海海戦の戦没者追悼式が行われた。儀仗隊が3発の弔銃を行った他、参列者が海に花束を投げ入れた。
同年7月3日、令和5年度インド太平洋方面派遣（IPD23）第2水上部隊として佐世保を出港した。7月20日から8月4日にかけて、LCAC2隻とともに、オーストラリア連邦クイーンズランド州ミッジポイント及びスタネージ並びに同周辺海空域において実施される米豪主催多国間共同訓練（タリスマン・セイバー23）に参加する。参加部隊は他に、IPD23第1水上部隊の護衛艦「いずも」、陸上自衛隊水陸機動団・第1ヘリコプター団、米海軍強襲揚陸艦「アメリカ」、ドック型輸送揚陸艦「グリーンベイ」・「ニューオーリンズ」、米海兵隊第31海兵機動展開部隊等が参加し、水陸両用作戦訓練を実施する。同時に陸上自衛隊が新設する海上輸送部隊の航海員の訓練も行った。同年8月10日、ニューカレドニア周辺訓練海空域において、フランス領ニューカレドニア駐留フランス軍哨戒艦「オーガスト・ベネビッグ」と日仏共同訓練（オグリヴェルニー23-4）を実施した。訓練項目は戦術運動、PHOTOEX等。なお、本艦は8月11日から8月14日の間、フランス領ニューカレドニアのヌメアに寄港した。9月7日、佐世保に寄港し、訓練に参加した陸上自衛隊員が退艦した。9月10日、呉に帰港した。
同年9月25日から10月3日にかけて、九州西方から四国沖を経て駿河湾に至る海空域及び沼津海浜訓練場において、護衛艦「みくま」、掃海艇「やくしま」・「たかしま」、MCH‐101、米海軍LCACとともに日米共同訓練（輸送特別訓練）を実施した。訓練項目はクロスデッキ（LCAC）、ビーチング訓練、捜索救難訓練、LCAC整備訓練、PHOTOEX等の予定。
2024年9月12日から15日にかけて、四国沖から駿河湾に至る海空域においてLCAC、米海軍強襲揚陸艦「アメリカ」、MH‐60Sとともに日米共同訓練（輸送特別訓練）を実施した。訓練項目はクロスデッキ、捜索救難訓練、PHOTOEX。

### 歴代艦長
| 代 | 氏名       | 在任期間               | 出身校・期        | 前職                                                     | 後職                                            | 備考                            |
| -- | ---------- | ---------------------- | ----------------- | -------------------------------------------------------- | ----------------------------------------------- | ------------------------------- |
| 01 | 辻 一敏    | 2002.3.12 - 2002.12.15 | 防大17期          | しもきた艤装員長                                         | 自衛艦隊司令部監察主任幕僚                      |                                 |
| 02 | 白土雅彦   | 2002.12.16 - 2005.3.25 | 防大20期          | しもきた副長                                             | 海上訓練隊指導群司令部                          |                                 |
| 03 | 山本勝規   | 2005.3.26 - 2006.8.21  | 防大19期          | 護衛艦隊司令部                                           |                                                 | 2等海佐                         |
| 04 | 田中博敏   | 2006.8.22 - 2008.3.25  | 防大21期          | 海上自衛隊第1術科学校教官                                | 呉基地業務隊補充部付                            | 2等海佐                         |
| 05 | 三浦昌伸   | 2008.3.26 - 2011.1.10  | 防大26期          | おおなみ艦長                                             | 大湊地方総監部防衛部                            | 就任時2等海佐 2010.7.1、1等海佐 |
| 06 | 大久保幸彦 | 2011.1.11 - 2012.7.31  | 防大26期          | おおなみ艦長                                             | 大湊地方総監部監察官                            | 2等海佐                         |
| 07 | 松野征治   | 2012.8.1 - 2014.8.4    | 防大30期          | むらさめ艦長                                             | 舞鶴海上訓練指導隊副長                          | 2等海佐                         |
| 08 | 栁 信男    | 2014.8.5 - 2015.8.2    | 日体大・ 38期幹候 | 特別警備隊長 →2014.8.1 第1輸送隊勤務                     | 大湊地方総監部防衛部                            |                                 |
| 09 | 鈴木拓哉   | 2015.8.3 - 2016.11.6   | 慶應大・ 42期幹候 | 護衛艦隊司令部                                           | 横須賀地方総監部監察官                          |                                 |
| 10 | 吉野 敦    | 2016.11.7 - 2018.8.9   | 広修大・ 36期幹候 | 護衛艦隊司令部                                           | 横須賀基地業務隊付                              |                                 |
| 11 | 五味康司   | 2018.8.10 - 2019.12.19 | 防大34期          | うらが艦長                                               | 掃海隊群司令部作戦主任幕僚                      |                                 |
| 12 | 黒木一博   | 2019.12.20 - 2021.5.20 | 防大34期          | 舞鶴海上訓練指導隊副長 兼 自衛艦隊司令部                 | 自衛艦隊司令部勤務 兼 海上自衛隊第1術科学校勤務 |                                 |
| 13 | 岡田周作   | 2021.5.21 - 2023.3.21  | 防大39期          | 海上自衛隊第1術科学校主任教官 兼 研究部員                |                                                 | 2等海佐                         |
| 14 | 秋元則仁   | 2023.3.22 - 2024.3.20  | 防大36期          | 横須賀海上訓練指導隊副長 兼 指導部長                     |                                                 | 2等海佐                         |
| 15 | 寺岡寛幸   | 2024.3.21 - 2025.8.18  | 防大39期          | 呉警備隊副長                                             |                                                 | 2等海佐                         |
| 16 | 大島輝久   | 2025.8.19 -            | 防大38期          | 佐世保海上訓練指導隊副長 兼 佐世保海上訓練指導隊指導部長 |                                                 | 2等海佐                         |

## ギャラリー
| 発着艦を試みるMV-22B |  | 着艦したMV-22B。甲板への排気の影響を避けるため移動式耐熱板を排気孔の下に使用している |
| 発着艦を試みるMV-22B |  | 着艦したMV-22B。甲板への排気の影響を避けるため移動式耐熱板を排気孔の下に使用している |

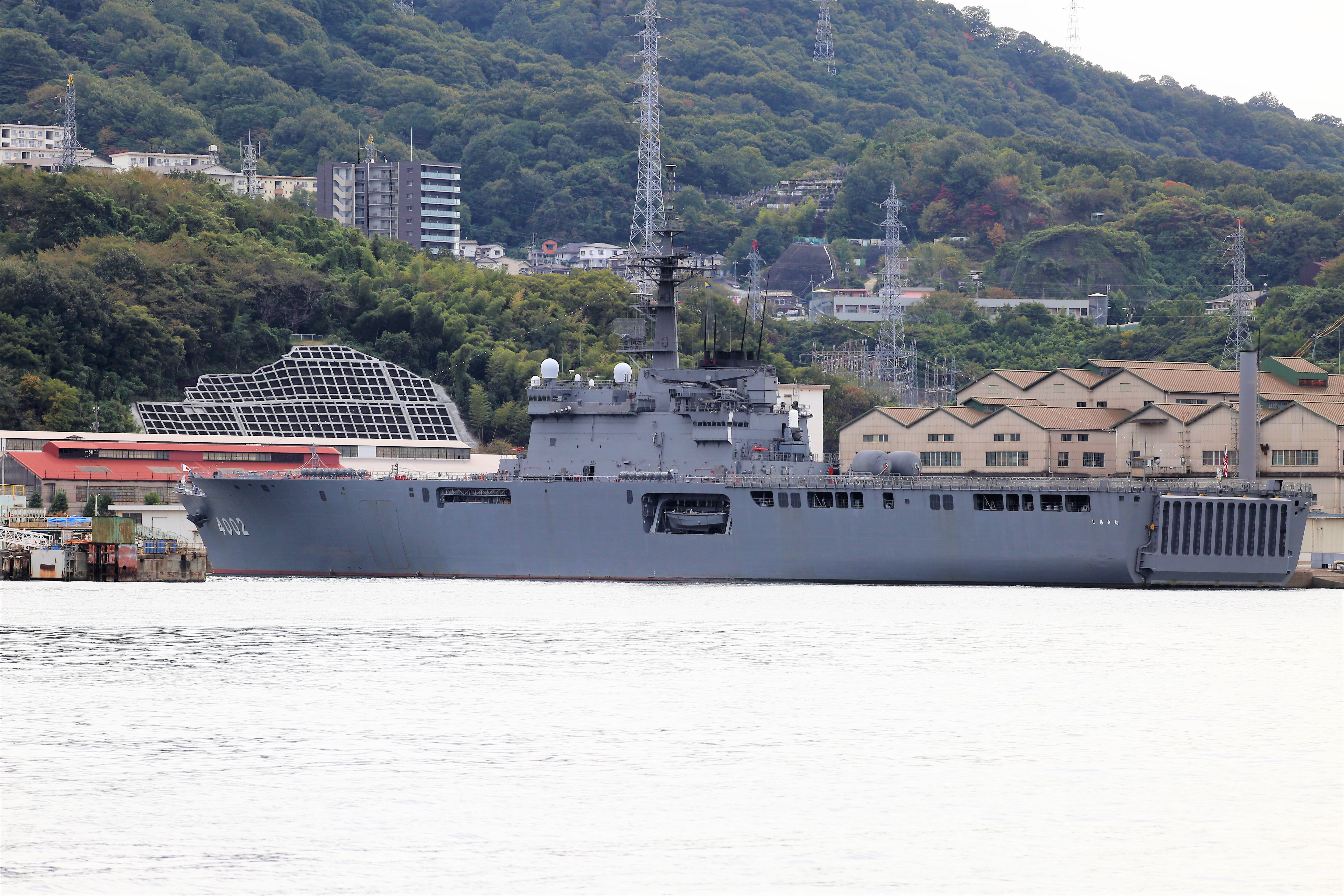
2019年海上自衛隊呉基地での「しもきた」。艦橋後部のファランクス、艦橋上部の供えられたクレーン、舷側の短艇収納庫、ドックのハッチなどが確認できる。
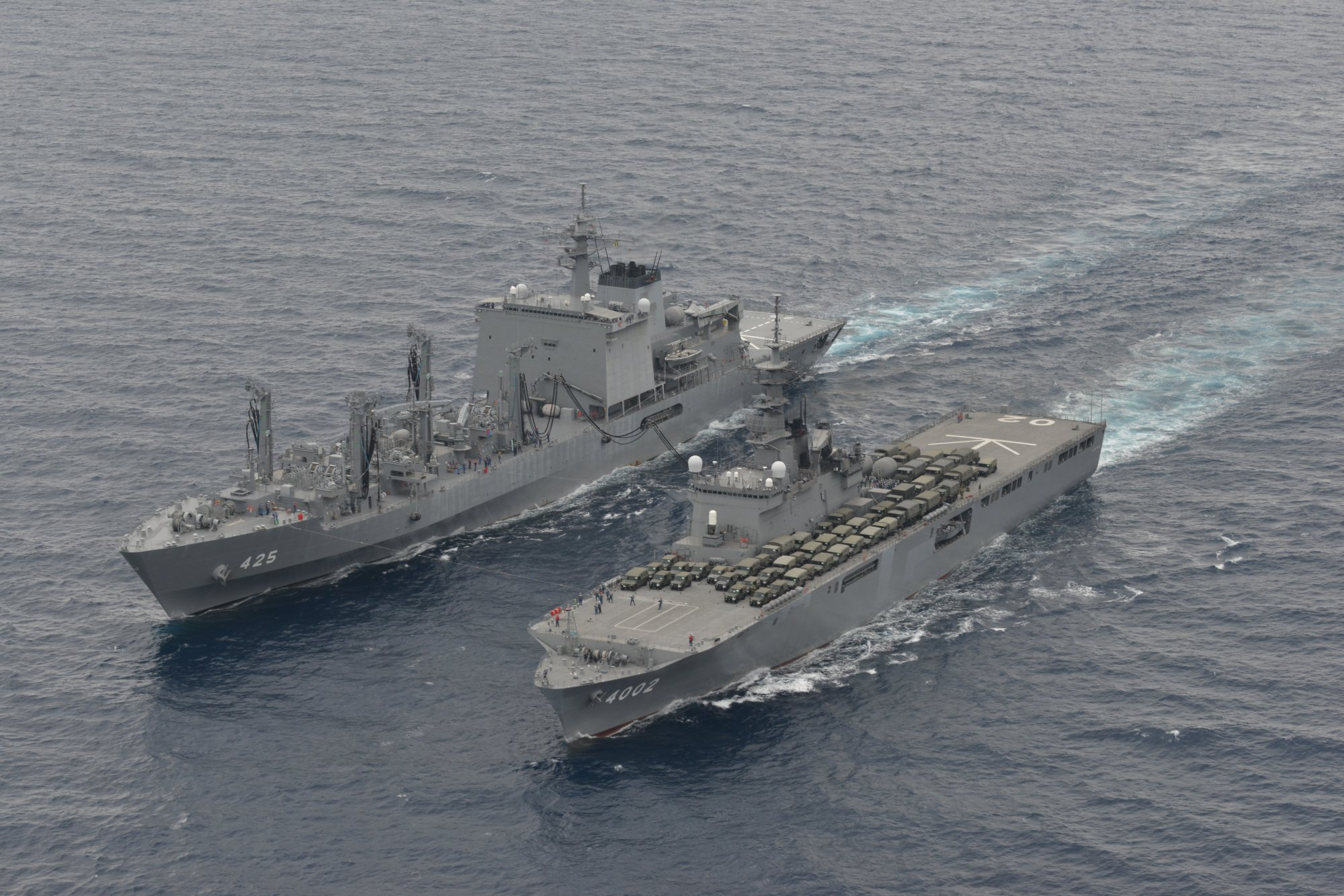
洋上補給を実施中の「ましゅう」と「しもきた」（右）
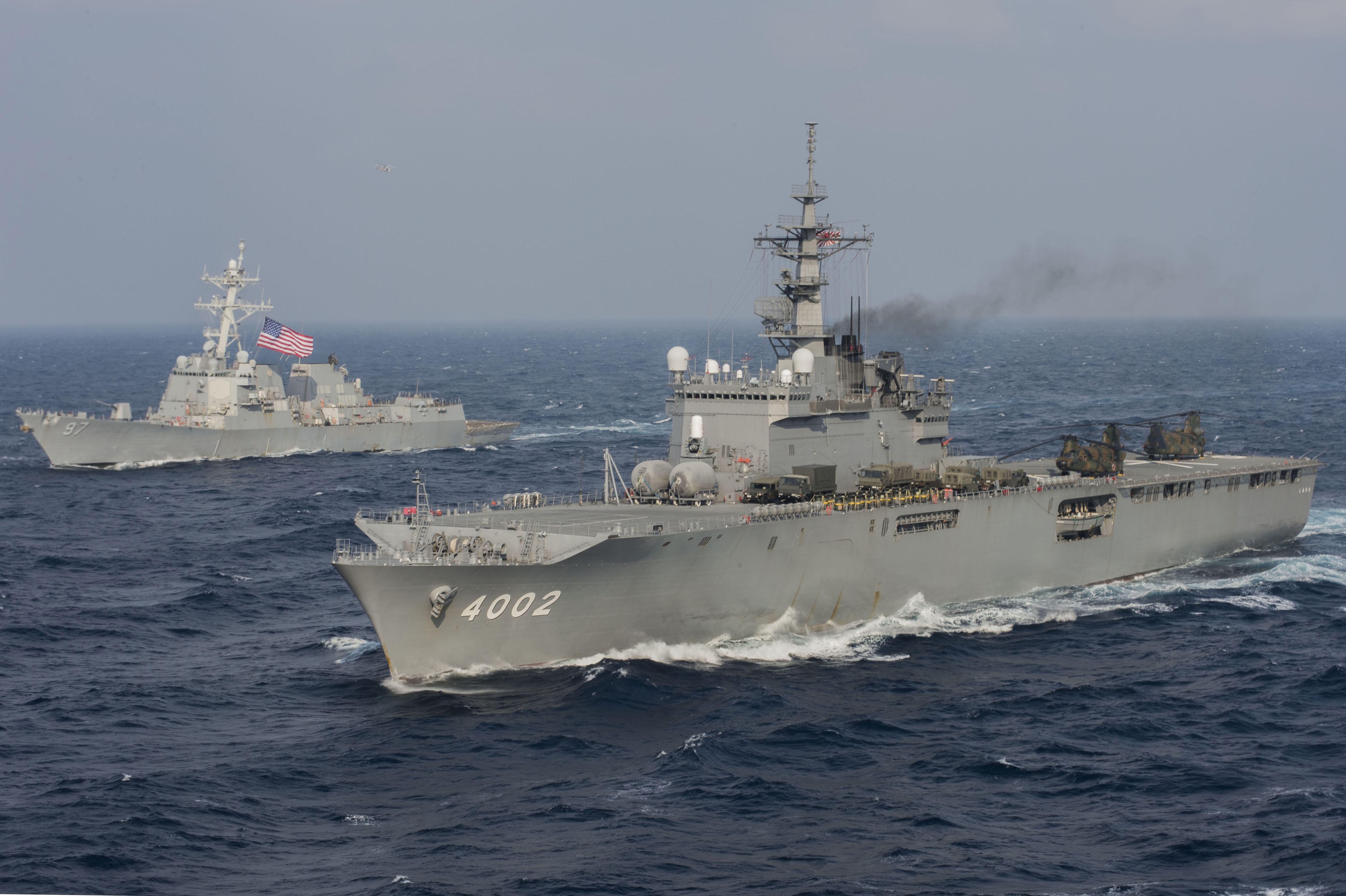
しもきた（手前）とハルゼー (ミサイル駆逐艦)（奥）
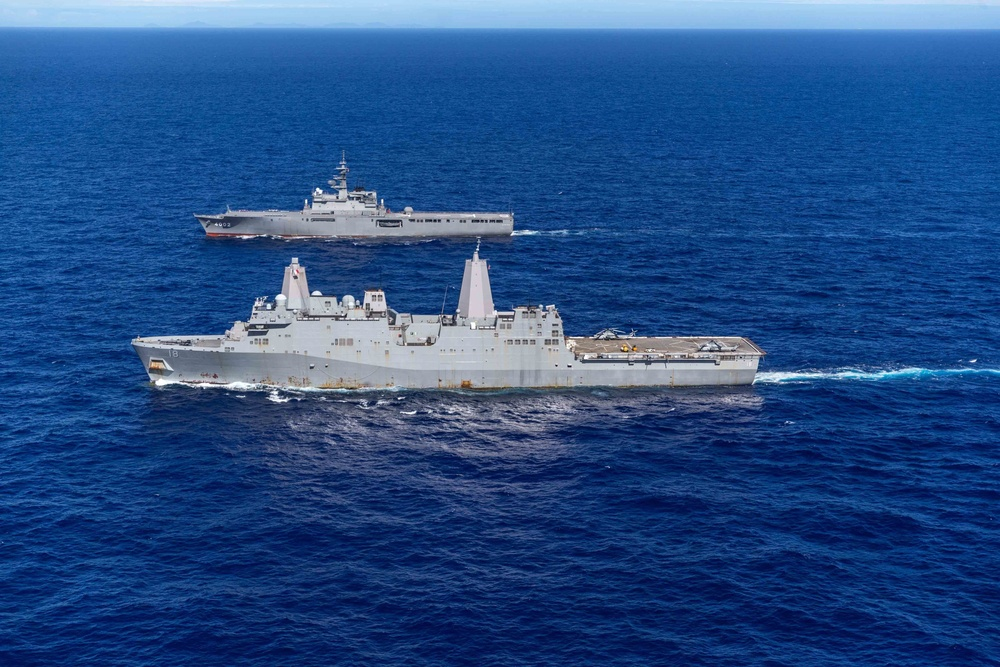
米海軍揚陸艦「ニューオーリンズ」と共同訓練中の「しもきた」（奥）